# الكتائب الإسبانية التقليدية والجمعيات الدفاعية النقابية الوطنية
الكتائب الإسبانية التقليدية والجمعيات الدفاعية النقابية الوطنية (بالإسبانية: Falange Española Tradicionalista y de las Juntas de Ofensiva Nacional Sindicalista)‏ هو حزب سياسي إسباني، أسس في 19 أبريل 1937، وحل في 13 أبريل 1977، يقع مقره في مدريد.

## أعضاء بارزون
- كود سباركل
- تحديث القائمة

- أدولفو سواريث
- لويس كاريرو بلانكو
- مانويل فراغا
- كارلوس آرياس نابارو
- Ramón Serrano Suñer
- توركواتو فيرنانديث-ميراندا
- Blas Piñar
- Fidel Dávila Arrondo
- Pilar Primo de Rivera
- José María de Areilza, Count of Motrico